# Konetontli chamelaensis
Espèce
Synonymes
- Vaejovis chamelaensis Williams, 1986

Konetontli chamelaensis est une espèce de scorpions de la famille des Vaejovidae.

## Distribution
Cette espèce est endémique du Jalisco au Mexique. Elle se rencontre vers La Huerta.

## Description
Le mâle holotype mesure 14,3 mm et la femelle paratype 16,3 mm.
Le mâle décrit par González-Santillán et Prendini en 2015 mesure 12,13 mm et les femelles 11,28 et 13,28 mm.

## Systématique et taxinomie
Cette espèce a été décrite sous le protonyme Vaejovis chamelaensis par Williams en 1986. Elle est placée dans le genre Konetontli par González Santillán et Prendini en 2013.

## Étymologie
Son nom d'espèce, composé de chamela et du suffixe latin -ensis, « qui vit dans, qui habite », lui a été donné en référence au lieu de sa découverte, Chamela.

## Publication originale
- Williams, 1986 : « A new species of Vaejovis from Jalisco, Mexico (Scorpiones: Vaejovidae). » Pan-Pacific Entomologist, vol. 62, no 4, p. 355-358 (texte intégral).